# Lijst van botanische tuinen
Deze lijst biedt een overzicht van botanische tuinen in de wereld. Meer dan 800 botanische tuinen uit 120 landen zijn aangesloten bij Botanic Gardens Conservation International (BGCI).

## Australië
- Norfolk Island Botanic Garden
- Royal Botanic Gardens (Sydney)

## Barbados
- Andromeda Botanic Gardens

## België
- Arboretum Kalmthout
- Arboretum Wespelaar
- Hortus Botanicus Lovaniensis (Leuven)
- Kruidtuin van Brussel (voormalige hortus botanicus)
- Nationale Plantentuin van België (Meise)
- Plantentuin van Antwerpen
- Plantentuin Universiteit Gent

## Belize
- Belize Botanic Gardens

## Brazilië
- Bosque Rodrigues Alves
- Instituto Plantarum
- Jardim Botânico do Rio de Janeiro

## Canada
- Canadian Botanical Conservation Network

## Denemarken
- Botanisk Have

## Duitsland
- Botanischer Garten Berlin
- Botanischer Garten München-Nymphenburg
- Ökologisch-Botanischer Garten
- Palmengarten Frankfurt
- Wilhelma

## Filipijnen
- Siit Arboretum Botanical Garden

## Frankrijk
- Arboretum du col du Haut-Jacques
- Conservatoire botanique national de Brest
- Jardin Botanique Yves Rocher
- Jardin des Plantes
- Jardin des Plantes (Toulouse)
- Jardin Exotique et Botanique de Roscoff
- Jardins de Kerdalo
- Jardin botanique du col de Saverne

## Honduras
- Lancetilla

## India
- Lal Bagh

## Indonesië
- Kebun Raya Bogor
- Kebun Raya Cibodas
- Kebun Raya Bali
- Kebun Raya Purwodadi

## Italië
- Giardino dei Semplici
- Orto botanico di Bologna
- Orto botanico di Padova
- Orto botanico di Pisa

## Luxemburg
- Arboretum Kirchberg

## Madagaskar
- Arboretum d'Antsokay

## Monaco
- Jardin Exotique de Monaco

## Nederland
Nederlandse botanische tuinen kunnen aangesloten zijn bij de Nederlandse Vereniging van Botanische Tuinen en de Stichting Nationale Plantencollectie.
- Arboretum Belmonte
- Arboretum Hoogvliet
- Arboretum Oudenbosch
- Arboretum Poort Bulten
- Beemster Arboretum

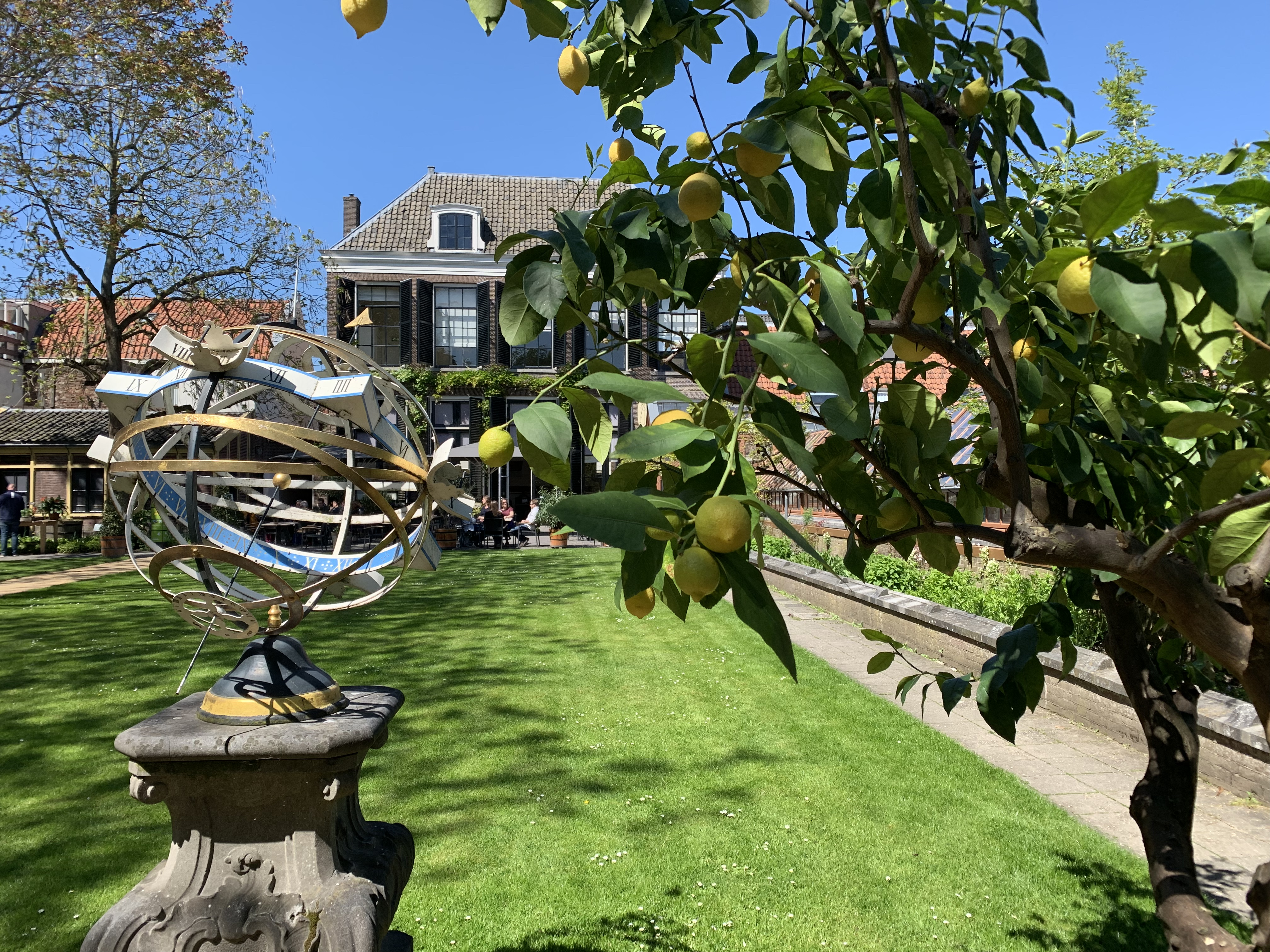
Oude Hortus (Utrecht)

- Botanische tuinen Jochum-Hof in Steyl
- Botanische Tuin Afrikaanderwijk
- Botanische Tuin De Kruidhof (Buitenpost)
- Botanische Tuin Rotterdam Kralingen
- Botanische Tuin Kerkrade
- TU Delft Hortus Botanicus
- Botanische Tuinen Universiteit Utrecht
  - Fort Hoofddijk
- Botanische Tuinen Wageningen
- Botanische tuin Zuidas
- Costerustuin Hilversum
- Diergaarde Blijdorp
- Domies Toen (Pieterburen)
- Historische Tuin Aalsmeer
- Hortus Botanicus Amsterdam
- Hortus botanicus Leiden
- Hortus Botanicus Vrije Universiteit Amsterdam
- Hortus Bulborum (Limmen)
- Hortus Haren
- Hortus Nijmegen
- Hortus Overzee (Den Helder)
- Koninklijke Burgers' Zoo (Arnhem)
- Miriam Schmidt Botanical Garden (St. Eustatius)
- Oude Hortus (Utrecht)
- Passiflorahoeve
- Pinetum Birkhoven
- Pinetum Blijdenstein
- Pinetum De Dennenhorst
- Pinetum Ter Borgh
- Trompenburg Tuinen & Arboretum
- Von Gimborn Arboretum

## Nieuw-Zeeland
- Christchurch Botanic Gardens
- Eastwoodhill Arboretum
- Hackfalls Arboretum
- Wellington Botanic Garden

## Polen
- Botanische Tuin (Warschau)
- Botanische Tuin (Powsin)
- Botanische Tuin (Krakau)

## Papoea-Nieuw-Guinea
- National Capital Botanical Gardens

## Roemenië
- Botanische tuin van Cluj-Napoca

## Slowakije
- Botanische tuin van Košice

## Verenigde Staten
In de Verenigde Staten kunnen botanische tuinen aangesloten zijn bij de American Public Gardens Association en Center for Plant Conservation.
- Amy B.H. Greenwell Ethnobotanical Garden
- Arboretum at Flagstaff
- Arizona-Sonora Desert Museum
- Arnold Arboretum
- Atlanta Botanical Garden
- Bartram's Garden
- Berry Botanic Garden
- Brooklyn Botanic Garden
- Chicago Botanic Garden
- Cincinnati Zoo and Botanical Garden
- Denver Botanic Gardens
- Desert Botanical Garden
- Fairchild Tropical Botanic Garden
- Garden in the Woods
- Holden Arboretum
- Honolulu Botanical Gardens
  - Foster Botanical Garden
  - Ho'omaluhia Botanical Garden
  - Koko Crater Botanical Garden
  - Liliuokalani Botanical Garden
  - Wahiawa Botanical Garden
- Lady Bird Johnson Wildflower Center
- Lyon Arboretum
- Missouri Botanical Garden
- Morton Arboretum
- National Tropical Botanical Garden
  - Allerton Garden
  - Kahanu Garden
  - Limahuli Garden and Preserve
  - McBryde Garden
  - The Kampong
- New York Botanical Garden
- North Carolina Arboretum
- North Carolina Botanical Garden
- Rancho Santa Ana Botanic Garden
- San Francisco Botanical Garden
- Santa Barbara Botanic Garden
- State Botanical Garden of Georgia
- St. George Village Botanical Garden
- United States Botanic Garden

## Verenigd Koninkrijk
- Chelsea Physic Garden
- Eden Project
- Glasgow Botanic Gardens
- Kew Gardens
- The Lost Gardens of Heligan
- Royal Botanic Garden Edinburgh
  - Benmore Botanic Garden
  - Dawyck Botanic Garden
  - Logan Botanic Garden
- University of Oxford Botanic Garden

## Zuid-Afrika
- Karoo-woestijn Nationale Botanische Tuin
- Kirstenbosch National Botanical Garden

## Zweden
- Göteborgs botaniska trädgård
- Linnéträdgården

## Zwitserland
- Hortus Botanicus Helveticus, de overkoepelende vereniging van botanische tuinen in Zwitserland
- Botanischer Garten der Universität Basel, de botanische tuin van de Universiteit van Bazel
- Botanische Garten der Universität Bern (BOGA), de botanische tuin van de Universiteit van Bern